# Foidonośny trachit
Foidonośny trachit (foidonośny trachyt) – skała magmowa wulkaniczna (wylewna), leżąca w grupie skał niedosyconych krzemionką, w klasie sjenitu i trachitu. Na diagramie klasyfikacyjnym QAPF trachit zajmuje pole 7'.
W skład trachitu wchodzą minerały jasne: głównie skalenie potasowe, w mniejszej ilości znajdują się tu plagioklazy, skaleniowce (foidy) oraz minerały ciemne, takie jak: biotyt i hornblenda.
Barwa tej skały jest zmienna i zależna od domieszek mineralnych, może być: szara, różowa, żółta, czerwona, a nawet brunatna.
Struktura wyraźnie porfirowa z prakryształami skaleni alkalicznych tkwiącymi w cieście skalnym.